# قطاع جزئي
في التسويق، القطاع الجزئي هو شكل متقدم من تجزئة السوق، يقوم على تجميع عدد من عملاء الشركة في قطاعات معينة بناءً على عوامل مختلفة بما فيها التوقعات السلوكية. بمجرد تحديدها، يمكن أن تصبح القطاعات الجزئية محط تركيز حملات التسويق الجزئي المباشرة المخصصة، وتهدف كل حملة إلى استهداف الأذواق والحاجات والرغبات المخصصة للمجموعة الصغيرة من الأفراد التي يتألف منها القطاع الجزئي واستمالتها. الهدف من القطاعات الجزئية هو تحديد الإجراءات التسويقية التي سيكون لها الأثر الأكبر على كل مجموعة من العملاء.

## نظرة عامة
تهدف القطاعات الصغيرة إلى حد العملاء إلى قطاعات صغيرة جدًا أو حتى إلى أفراد. يساعد هذا الأمر المسوقين العصريين على تحديد ما يرغب به العميل بالضبط على كل المستويات. تساعد القطاعات الصغيرة المسوقين على استهداف حاجات جمهورهم بصورة أكثر دقة. يمكن تنفيذ هذا عبر توليفة من التقنيات والتكنولوجيا مثل الذكاء الصنعي، والخوارزميات والتنقيب في البيانات. بالتالي، يساعد الذكاء الصنعي والخوارزميات والتنقيب في البيانات الأقسام التي تحتوي الخصائص السلوكية والديمغرافية عبر تقديم تصنيفات عروض ومنتَجات خاصة، ومرحلة دورة حياة العميل وأخيرًا القطاع المبني على الحداثة والتكرار. من المهم الإشارة إلى أن القطاع الجزئي مفهوم حديث نوعًا ما فيما يتعلق ببقية تقنيات التسويق لكنه مستقبل الطريقة التي ستبحث فيها الشركات عن مجموعات وقواعد مستهدفة مختلفة من العملاء مثل مصنعي سماعات الأذن ومشغلي الهواتف المحمولة. الهواتف المحمولة شائعة جدًا اليوم وكل الناس من كافة الفئات العمرية تقريبًا يمتلكون واحدًا، مع ذلك، تأتي مع كثرة أنماط العملاء المختلفة رغبات وحاجات مختلفة لذا تشكل القطاعات الجزئية مفتاحًا لمصنعي سماعات الأذن ومشغلي الهواتف المحمولة لإنتاج نوع مختلف من الهواتف لكل قطاع جزئي.

## تجزئة السوق التقليدية
تقسم تجزئة السوق التقليدية السوق إلى أربع فئات هي القطاع الجغرافي، والقطاع الديمغرافي، والقطاع السيكوغرافي، والقطاع السلوكي. يعمل هذا النهج بطريقة جيدة كونه يجمّع العملاء المتنوعين في قطاعات لها احتياجات مشتركة. ما يؤدي إلى استهداف القطاع وموضعة المنتَج. مع ذلك، ومع تطور التكنولوجيا، أصبحت للشركات موارد أكثر تمكنها من الحصول على كافة معلومات عملائها تقريبًا وتقسيم السوق الذي سيقود نحو القطاع الجزئي باعتباره المستقبل.

## فوائده
يحلل القطاع الجزئي كل حاجات العميل تقريبًا ويساعد في الترويج لمنتج يتعلق خصيصًا بعدد محدود جدًا من العملاء أو الأفراد. تحديد مجموعات أصغر من العملاء أمر أسهل اليوم وأكثر فعاليةً من ناحية التكلفة بسبب التطور التكنولوجي. يمكن للتسويق توجيه إجراءات تسويقية مباشرة مخصصة لكل قطاع جزئي من شأنها زيادة فاعلية كل عميل إلى حدها الأقصى. يزيد القطاع الجزئي استخدام البيانات المتوفرة التي تقود إلى منتَج أو خدمة تلبي رغبة العميل إلى حدها الأقصى. إضافة إلى ذلك، يساعد على اختراق مجال التسويق إلى حد كبير. لا يؤدي اختراق مجال التسويق إلى زيادة الحصة من السوق فحسب، بل إلى كسب الولاء للمنتجات. القطاعات الجزئية عامل حاسم في نجاح أي حملة تسويقية معاصرة. يمكن للمسوقين إنشاء قطاعات جزئية متطورة بناء على بيانات المستخدم الشخصية والسلوكية. يمكن استخدام عوامل مثل عمليات الشراء ومدخلات البحث، وموقع المستخدم، وأوقات عمليات الشراء والبحث، إلخ. في إنشاء قطاعات جزئية موجهة والاستفادة منها بصورة فاعلة في حملات أتمتة التسويق.
يصف كتاب فيديناثان الصادر عام 2018 حول وسائط التواصل اللاإجتماعي كيف صارت وسائط التواصل الاجتماعي، ولا سيما فيسبوك، بارعة خصيصًا في تحديد القطاعات الجزئية للكيان السياسي ودفعها إلى الخوف، والبغضاء والكراهية والعنف تجاه الآخرين، وبالتالي «عزلنا وتقويض الديمقراطية».